# Mania, dziewczyna inna niż wszystkie. Opowieść o Marii Skłodowskiej-Curie
Mania, dziewczyna inna niż wszystkie. Opowieść o Marii Skłodowskiej-Curie – książka Julity Grodek, z ilustracjami Katarzyny Fus. Jest to biografia Marii Skłodowskiej-Curie dla dzieci i młodzieży. Pierwsza edycja ukazała się w 2017 r. nakładem wydawnictwa Zuzu Toys; od tego czasu książka była kilkukrotnie wznawiana.
Książka jest lekturą szkolną dla klas I-III szkoły podstawowej (od 2021; stan na 2024/2025).
Irmina Rostek zaliczyła książkę do literatury promującej udział dziewcząt w edukacji na kierunkach STEM (nauka, technologia, inżynieria i matematyka).
Według Anny Józefowicz piszącej w czasopiśmie „Edukacja Elementarna w Teorii i Praktyce”, książka opowiada o biografii polskiej uczonej Marii Skłodowskiej-Curie, a także o szerokim kontekście społeczno-historycznym i politycznym. Książka zawiera nie tylko fakty dotyczące badań Marii nad radioaktywnością i ciekawostki o rozwoju przemysłu samochodowego i standardach mody, ale może również przyczynić się do dyskusji na temat trudnego dostępu kobiet do edukacji w pierwszych dekadach XX wieku. Maria jest przedstawiona jako odważna kobieta, która jest zdecydowana podjąć pracę, nie zrażając się plotkami i konwenansami. Julita Grodek przedstawia ją jako wzór inteligentnej, przedsiębiorczej, zadziornej kobiety, balansującej między wieloma rolami społecznymi. Według badań Anny Józefowicz, MEN uzasadniło wprowadzenie książki do listy lektur jako pozycji wskazującej „wzorce do naśladowania” przez dzieci.